# Élections législatives de 1962 dans la Mayenne
Les élections législatives françaises de 1962 se déroulent les 18 et 25 novembre 1962. Dans le département de la Mayenne, trois députés sont à élire dans le cadre de trois circonscriptions.

## Élus
| Circonscription | Député sortant                          | Parti | Parti | Député élu ou réélu | Parti | Parti |
| --------------- | --------------------------------------- | ----- | ----- | ------------------- | ----- | ----- |
| 1re             | André Davoust suppléant de Robert Buron |       | MRP   | André Davoust       |       | MRP   |
| 2e              | Louis Fourmond                          |       | MRP   | Louis Fourmond      |       | MRP   |
| 3e              | Bertrand Denis                          |       | CNIP  | Bertrand Denis      |       | RI    |

## Résultats

### Résultats à l'échelle du département
| Parti          | Parti                                          | Premier tour | Premier tour | Second tour | Second tour | Sièges |
| Parti          | Parti                                          | Voix         | %            | Voix        | %           | Sièges |
| -------------- | ---------------------------------------------- | ------------ | ------------ | ----------- | ----------- | ------ |
|                | Mouvement républicain populaire                | 51 743       | 49,16        | 28 871      | 40,23       | 2      |
|                | Centre national des indépendants et paysans    | 9 435        | 8,96         | 9 784       | 13,63       | 0      |
|                | Centre démocratique                            | 61 178       | 58,12        | 38 655      | 53,86       | 2      |
|                |                                                |              |              |             |             |        |
|                | Républicains indépendants                      | 16 532       | 15,71        | 17 871      | 24,90       | 1      |
|                | Union pour la nouvelle République (UDT)        | 8 130        | 7,72         | 9 260       | 12,90       | 0      |
|                | Majorité présidentielle                        | 24 662       | 23,43        | 27 131      | 37,80       | 1      |
|                |                                                |              |              |             |             |        |
|                | Section française de l'Internationale ouvrière | 11 380       | 10,81        | 5 981       | 8,33        | 0      |
|                | Parti communiste français                      | 8 036        | 7,63         | Retrait     | Retrait     | 0      |
|                |                                                |              |              |             |             |        |
| Inscrits       | Inscrits                                       | 153 986      | 100,00       | 98 917      | 100,00      | 3      |
| Abstentions    | Abstentions                                    | 42 020       | 27,29        | 24 699      | 24,97       |        |
| Votants        | Votants                                        | 111 966      | 72,71        | 74 218      | 75,03       |        |
| Blancs et nuls | Blancs et nuls                                 | 6 710        | 5,99         | 2 451       | 3,3         |        |
| Exprimés       | Exprimés                                       | 105 256      | 94,01        | 71 767      | 96,7        |        |

### Résultats par circonscription

#### Première circonscription (Laval)
|                | André Davoust sortant réélu | MRP            | 25 636 | 71,11  |  |  |  |
|                | Maurice Cormier             | SFIO           | 6 424  | 17,82  |  |  |  |
|                | Jean Primet                 | PCF            | 3 989  | 11,07  |  |  |  |
|                |                             |                |        |        |  |  |  |
| Inscrits       | Inscrits                    | Inscrits       | 55 069 | 100,00 |  |  |  |
| Abstentions    | Abstentions                 | Abstentions    | 15 985 | 29,03  |  |  |  |
| Votants        | Votants                     | Votants        | 39 084 | 70,97  |  |  |  |
| Blancs et nuls | Blancs et nuls              | Blancs et nuls | 3 035  | 7,77   |  |  |  |
| Exprimés       | Exprimés                    | Exprimés       | 36 049 | 92,23  |  |  |  |

#### Deuxième circonscription (Château-Gontier)
| Candidat       | Candidat                     | Parti          | Premier tour | Premier tour | Second tour | Second tour |  |
| Candidat       | Candidat                     | Parti          | Voix         | %            | Voix        | %           |  |
| -------------- | ---------------------------- | -------------- | ------------ | ------------ | ----------- | ----------- |  |
|                | Louis Fourmond sortant réélu | MRP            | 11 958       | 35,07        | 13 208      | 37,37       |  |
|                | Victor Priou                 | CNIP           | 9 435        | 27,67        | 9 784       | 27,68       |  |
|                | Alain Pottier                | UNR-UDT        | 8 130        | 23,85        | 9 260       | 26,2        |  |
|                | Pierre Hurcy                 | SFIO           | 2 448        | 7,18         | 3 089       | 8,74        |  |
|                | Lucien Moreau                | PCF            | 2 122        | 6,22         | Retrait     | Retrait     |  |
|                |                              |                |              |              |             |             |  |
| Inscrits       | Inscrits                     | Inscrits       | 50 399       | 100,00       | 50 399      | 100,00      |  |
| Abstentions    | Abstentions                  | Abstentions    | 14 156       | 28,09        | 13 575      | 26,94       |  |
| Votants        | Votants                      | Votants        | 36 243       | 71,91        | 36 824      | 73,06       |  |
| Blancs et nuls | Blancs et nuls               | Blancs et nuls | 2 150        | 5,93         | 1 483       | 4,03        |  |
| Exprimés       | Exprimés                     | Exprimés       | 34 093       | 94,07        | 35 341      | 95,97       |  |

#### Troisième circonscription (Mayenne)
| Candidat       | Candidat                     | Parti          | Premier tour | Premier tour | Second tour | Second tour |  |
| Candidat       | Candidat                     | Parti          | Voix         | %            | Voix        | %           |  |
| -------------- | ---------------------------- | -------------- | ------------ | ------------ | ----------- | ----------- |  |
|                | Bertrand Denis sortant réélu | RI             | 16 532       | 47,08        | 17 871      | 49,06       |  |
|                | Jules Linais                 | MRP            | 14 149       | 40,29        | 15 663      | 43          |  |
|                | Jules Gohier                 | SFIO           | 2 508        | 7,14         | 2 892       | 7,94        |  |
|                | Pierre Delezé                | PCF            | 1 925        | 5,48         | Retrait     | Retrait     |  |
|                |                              |                |              |              |             |             |  |
| Inscrits       | Inscrits                     | Inscrits       | 48 518       | 100,00       | 48 518      | 100,00      |  |
| Abstentions    | Abstentions                  | Abstentions    | 11 879       | 24,48        | 11 124      | 22,93       |  |
| Votants        | Votants                      | Votants        | 36 639       | 75,52        | 37 394      | 77,07       |  |
| Blancs et nuls | Blancs et nuls               | Blancs et nuls | 1 525        | 4,16         | 968         | 2,59        |  |
| Exprimés       | Exprimés                     | Exprimés       | 35 114       | 95,84        | 36 426      | 97,41       |  |